# Riječani, Cetinje
Riječani je naselje u comuna Cetinje, Muntenegru. Conform datelor de la recensământul din 2003, localitatea are 20 de locuitori (la recensământul din 1991 erau 25 de locuitori).

## Demografie
În satul Riječani locuiesc 19 persoane adulte, iar vârsta medie a populației este de 63,0 de ani (62,8 la bărbați și 63,0 la femei). În localitate sunt 12 gospodării, iar numărul mediu de membri în gospodărie este de 1,67.
|  |

| Demografie | Demografie | Demografie |
| An         | Locuitori  | Locuitori  |
| ---------- | ---------- | ---------- |
|            |            |            |
|            |            |            |
|            |            |            |
|            |            |            |
| 1948       | 218        |            |
| 1953       | 216        |            |
| 1961       | 164        |            |
| 1971       | 125        |            |
| 1981       | 97         |            |
| 1991       | 25         | 24         |
| 2003       | 20         | 20         |

| \| Componența etnică conform recensământului din 2003[2] \| Componența etnică conform recensământului din 2003[2] \| Componența etnică conform recensământului din 2003[2] \| Componența etnică conform recensământului din 2003[2] \| Componența etnică conform recensământului din 2003[2] \| \| ----------------------------------------------------- \| ----------------------------------------------------- \| ----------------------------------------------------- \| ----------------------------------------------------- \| ----------------------------------------------------- \| \| \| \| \| \| \| \| Muntenegreni \| Muntenegreni \| \| 15 \| 75% \| \| Sârbi \| Sârbi \| \| 5 \| 25% \| \| necunoscută \| necunoscută \| \| 0 \| 0% \| |              |  |    |     |
| Componența etnică conform recensământului din 2003 |              |  |    |     |
| |              |  |    |     |
| Muntenegreni | Muntenegreni |  | 15 | 75% |
| Sârbi | Sârbi        |  | 5  | 25% |
| necunoscută | necunoscută  |  | 0  | 0%  |